# بنکووسکی (استان دوبریچ)
بنکووسکی (به بلغاری: Benkovski) یک منطقهٔ مسکونی در بلغارستان است که در شهرستان دوبریچکا واقع شده‌است.